# ISpy
iSpy — свободное программное обеспечение для организации видеонаблюдения под лицензией GNU Lesser General Public License.

## Описание
iSpy — программное обеспечение для установки на компьютер под управлением операционных систем семейства Windows. Позволяет одновременно работать с неограниченным числом IP-камер или веб-камер.
Наиболее известным программным обеспечением для видеонаблюдения с открытым исходным кодом является Zoneminder, который можно использовать только на операционных системах, основанных на ядре Linux. В отличие от Zoneminder, iSpy можно использовать на компьютерах под управлением ОС Windows (как для 32, так и для 64-разрядных версий). iSpy был протестирован на Windows XP, Windows Vista, Windows 7, 8 и 10, но может работать и с любыми другими версиями Windows, поддерживающими .NET-Framework v4.

## Функции
- Поддержка более 1000 моделей IP-камер, включая Axis, Dahua, GeoVision и многие другие через RTSP, HTTP, или ONVIF.
- Просмотр изображения с камер в режиме онлайн в реальном времени.
- Бесплатные мобильные приложения для iOS.
- iSpyUI — приложение с более удобным и минималистичным интерфейсом, по сравнению с классическим iSpy, для платформы Microsoft, приложение вошло в сборник топ 100 самых популярных приложений для Windows 8.1[5].
- Встроенный программный детектор обнаружение движения в кадре.
- Клиент-серверная архитектура.
- Позволяет отправлять уведомления о детекции движения видеокамерой на электронный почтовый ящик.
- Позволяет подключать, прослушивать и записывать аудио с любых микрофонов, подключенных к компьютеру, в том числе и встроенных.
- Позволяет настроить запуск любых файлов с компьютера.